# 해군군가
해군군가는 중화민국 해군을 대표하는 군가이다. 육군군가, 공군군가와 함께 국가행사에서 자주 연주되는 곡이다.

## 가사(한국어)
```
우리는 중화민국의 신해군
```

```
우리는 민족주의 신해군
```

```
신앙은 확고하고, 규율은 분명하다.
```

```
새로운 시대의 전함을 조종하고 가장 견고한
병기를 사용한다.
```

```
삼대양을 웅시하고 사해를 지키며
```

```
강토를 지키고 평화를 굳히자.
```

```
한배를 타고 서로 도우며, 모두가 한마음으로
```

```
충성스럽고 용감하게 위험을 무릅쓰는 좋은 습관을 기르자.
```

```
한배를 타고 서로 도우며, 모두가 한마음으로
```

```
해양 생활의 새로운 정신을 창조하자.
```

```
신해군 신해군
```

## 같이 보기
- 중화민국 육군
- 중화민국 해군
- 중화민국 공군
- 육군군가(陸軍軍歌)
- 공군군가(空軍軍歌)
- 황포군교교가(黄埔軍校校歌)
- 황포군혼(黃埔軍魂)
- 대도진행곡(大刀進行曲)
- 충의지가(忠義之歌)
- 아문애국기(我們愛國旗)
- 장지능소(壯志凌霄)